# كازيميرز سابات
كازيميرز ألكسندر سابات (بالبولندية: Kazimierz Sabbat)‏ (و. 1913 – 1989 م) هو سياسي، وكاتب، ورائد أعمال من بولندا ولد في كيلسي.

## التعليم
تعلم في جامعة وارسو.